# Pinus luzmariae
Pinus luzmariae ist ein Nadelbaum aus der Gattung der Kiefern (Pinus) mit meist zu dritt wachsenden Nadeln. Die Art ähnelt Pinus oocarpa, der sie häufig auch zugerechnet wird. In der Roten Liste der IUCN wird sie als nicht gefährdet geführt.

## Beschreibung
Pinus luzmariae wächst als immergrüner, 10 bis 15 Meter hoher Baum. Der Stamm erreicht Brusthöhendurchmesser von 40 bis 60 Zentimetern. Die Nadeln wachsen zu dritt und selten zu viert in einer Nadelscheide. Sie sind steif, selten ab 11, meist 14 bis 17 und manchmal bis 20 Zentimeter lang und 1,2 bis 1,6 Millimeter breit. Die Samenzapfen sind geöffnet 3 bis 5,5 Zentimeter lang mit Durchmessern von 3 bis 5, selten bis 6 Zentimetern.

## Verbreitung und Ökologie
Das natürliche Verbreitungsgebiet von Pinus luzmariae liegt in Mexiko und in Honduras. Die größten Bestände gibt es in der südlichen Sierra Madre Occidental im Bundesstaat Durango mit etwa 1000 Hektar und ein weiteres im Norden von Jalisco mit 600 Hektar. In beiden Gebieten gibt es offene Wälder auf felsigem Untergrund. Klimatische Bedingungen und vergesellschaftete Baumtypen ähneln denen von Pinus oocarpa. Das Klima im Verbreitungsgebiet ist gemäßigt bis mild mit manchmal tropischem Einfluss. Auf steinigem Untergrund findet man Pinus luzmariae zusammen mit Pinus lumholtzii und Pinus engelmannii und verschiedenen Eichenarten wie Quercus magnoliifolia, Quercus resinosa, Quercus crassifolia und Quercus coccolobifolia. Auf tiefgründigeren Böden wächst sie zusammen mit den Eichen Quercus viminea und Quercus fulva sowie dem Erdbeerbaum Arbutus tessellata.

## Gefährdung und Schutz
In der Roten Liste der IUCN wird Pinus luzmariae als nicht gefährdet („Least Concern“) geführt. Die Art ist möglicherweise aufgrund der niedrigen Fortpflanzungsrate durch die geringe Zahl fruchtbarer Samen, je Zapfen nur etwa ein bis fünf, gefährdet. Ein Grund dafür könnte die Abgabe der Pollen im Juni und Juli sein, wenn die häufigen Regenfälle die Bestäubung schwierig machen. Weitere Gefahren stellen Feuer und illegales Abholzen der Bäume dar.

## Systematik und Etymologie
Pinus luzmariae ist eine Art aus der Gattung der Kiefern (Pinus), in der sie der Untergattung Pinus, Sektion Trifoliae, Untersektion Australes zugeordnet ist. Das Taxon wurde 1945 von Maximino Martínez als Pinus oocarpa f. trifoliata erstbeschrieben, und damit nur als Form von Pinus oocarpa eingestuft. Er stellte sie 1948 als Varietät Pinus oocarpa var. trifoliata ebenfalls zu Pinus oocarpa. Jorge Pérez de la Rosa gelang es auch andere Unterscheidungsmerkmale zu Pinus oocarpa als die Anzahl der Nadeln je Nadelscheide herauszuarbeiten und beschrieb das Taxon 1998 als eigene Art Pinus luzmariae. Das Artepitheton luzmariae erinnert an Pérez de la Rosas Dorfschullehrerin Luz Maria Villareal de Puga. Gegen die Einordnung als eigene Art spricht das verstreute Vorkommen des Taxons in einem großen Teil Mexikos und auch außerhalb von Mexiko in Gebieten, in denen auch Pinus oocarpa auftritt. Für eine endgültige Beurteilung fehlen jedoch Belege, beispielsweise genetische Untersuchungen. Manche Autoren, so James E. Eckenwalder erkennen das Taxon nicht als eigenes Taxon an, sondern sehen den Namen Pinus oocarpa var. trifoliata nur als Synonym für Pinus oocarpa.

## Verwendung
Es gibt keine Angaben zur Verwendung der Art, jedoch wird sie wahrscheinlich auf eine ähnliche Weise wie Pinus oocarpa genutzt.